# Трикутне крило

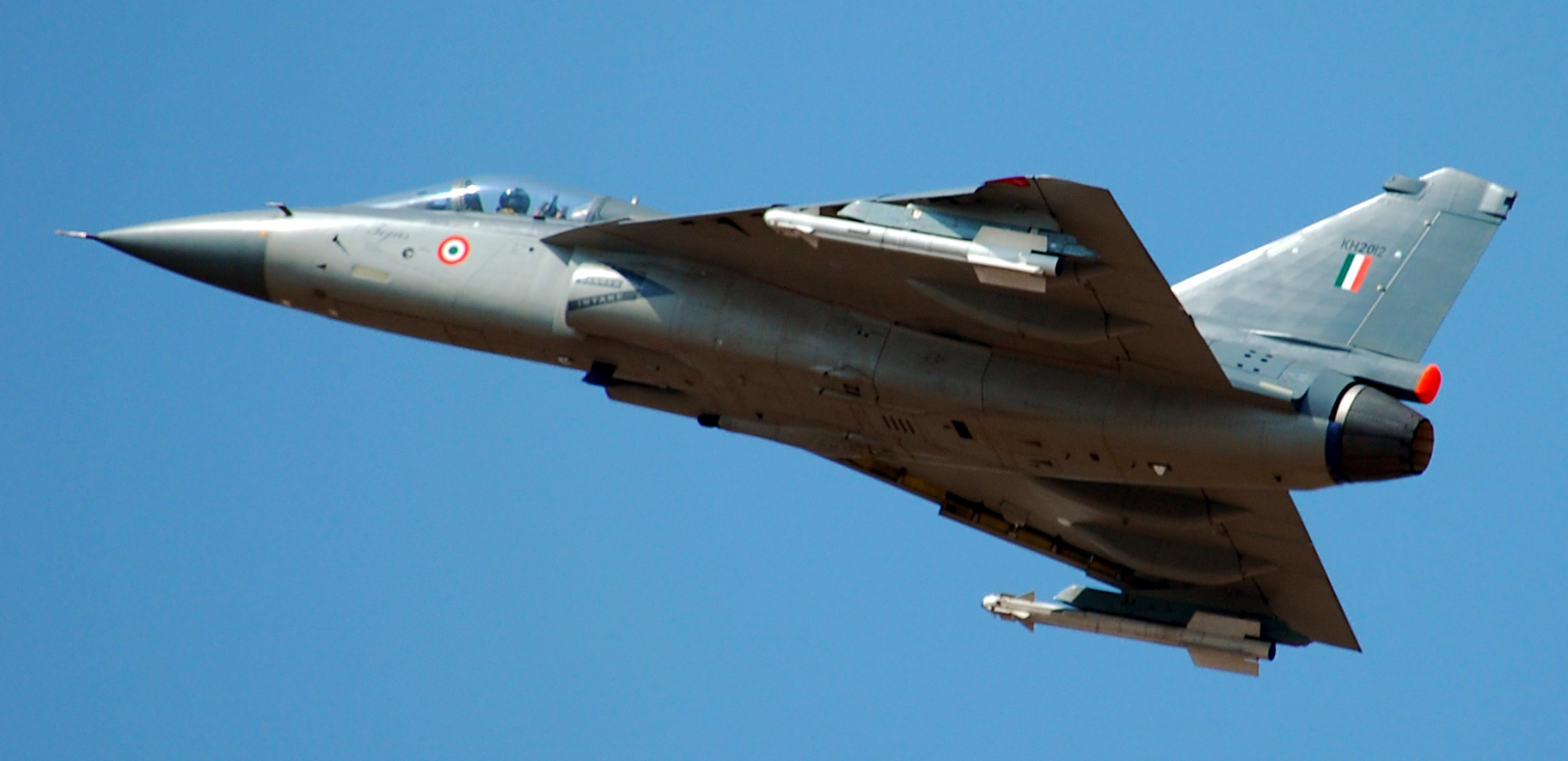
Трикутне крило винищувача HAL Tejas

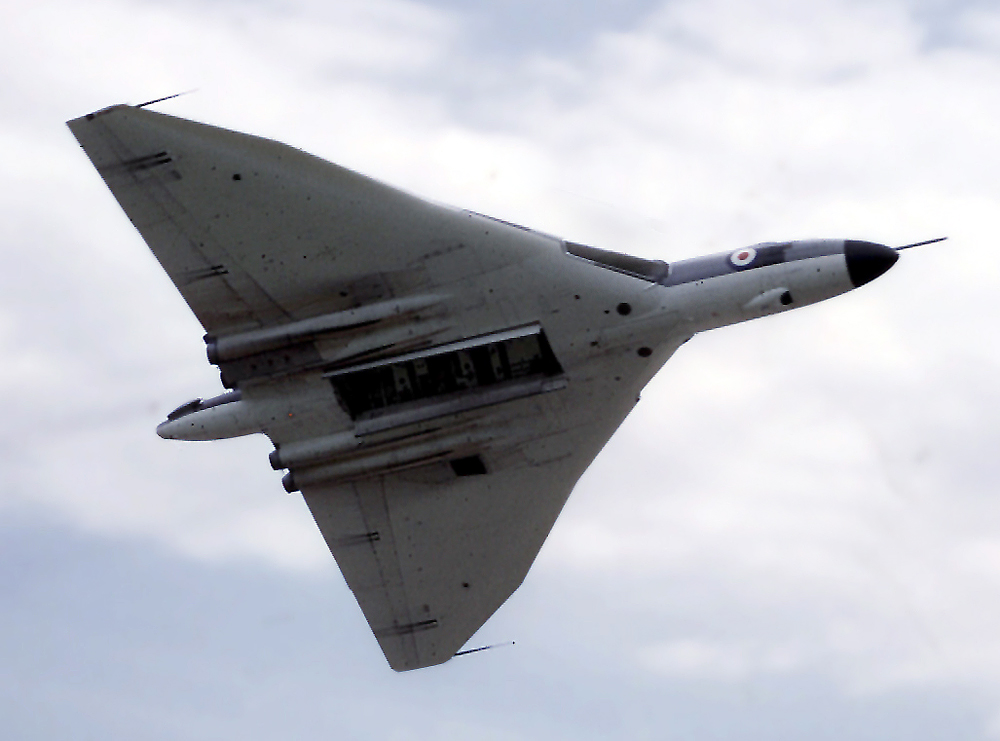
Трикутне крило бомбардувальника Avro Vulcan

Трикутне або дельтаподібне крило (англ. delta wing) — крило літака з планформою у формі трикутника. Найчастіше використовується при швидкостях більше M=2.

## Історія
Ідея трикутного крила, в конфігурації «безхвостої дельти», тобто без горизонтального стабілізатора, була розроблена німецьким інженером Александром Ліппішем незадовго до Другої світової війни, хоча цей проєкт і не був прийнятий у виробництво. Ліппіш також визначив, що трикутне крило може бути застосоване при створенні надзвукового літака. Після війни Ліппіш переїхав до США, де працював в компанії Convair, а літаки на основі трикутного крила стали найпоширенішими моделями надзвукових літаків Convair, а після неї й Dassault (Франція).
Багато літаків інших країн також будувалися на основі трикутного крила, зокрема британський бомбардувальник Avro Vulcan. Пізніше «безхвоста дельта» була змінена до конфігурації зі стабілізатором, що додавало маневреності, перші літаки такого типу були розроблені ЦАГІ (СРСР). Таку ж конфігурацію мали виницувачі МіГ-21 і Су-9/Су-11/Су-15.

## Технічні покажчики
Трикутне крило жорсткіше і легше прямого та стрілоподібного крил (при однакових інщих параметрах: 8-11 % в порівнянні з 12-15 % злітної маси літака). Завдяки великій хорді в кореневому перерізі в ньому можливе використання профілів меншою відносної товщини для передачі навантажень на фюзеляж.
Недоліками трикутного крила є залежність аеродинамічних характеристик від швидкості польоту, відносно більший опір і різке падіння аеродинамічної якості при зміні кута атаки (на характерних для приземлення кутах атаки коефіцієнт підіймальної сили трикутного крила на 30-40 % менше, ніж у прямого).

## Різновиди
Літаки з трикутними крилами можуть відрізнятись за формою крила:

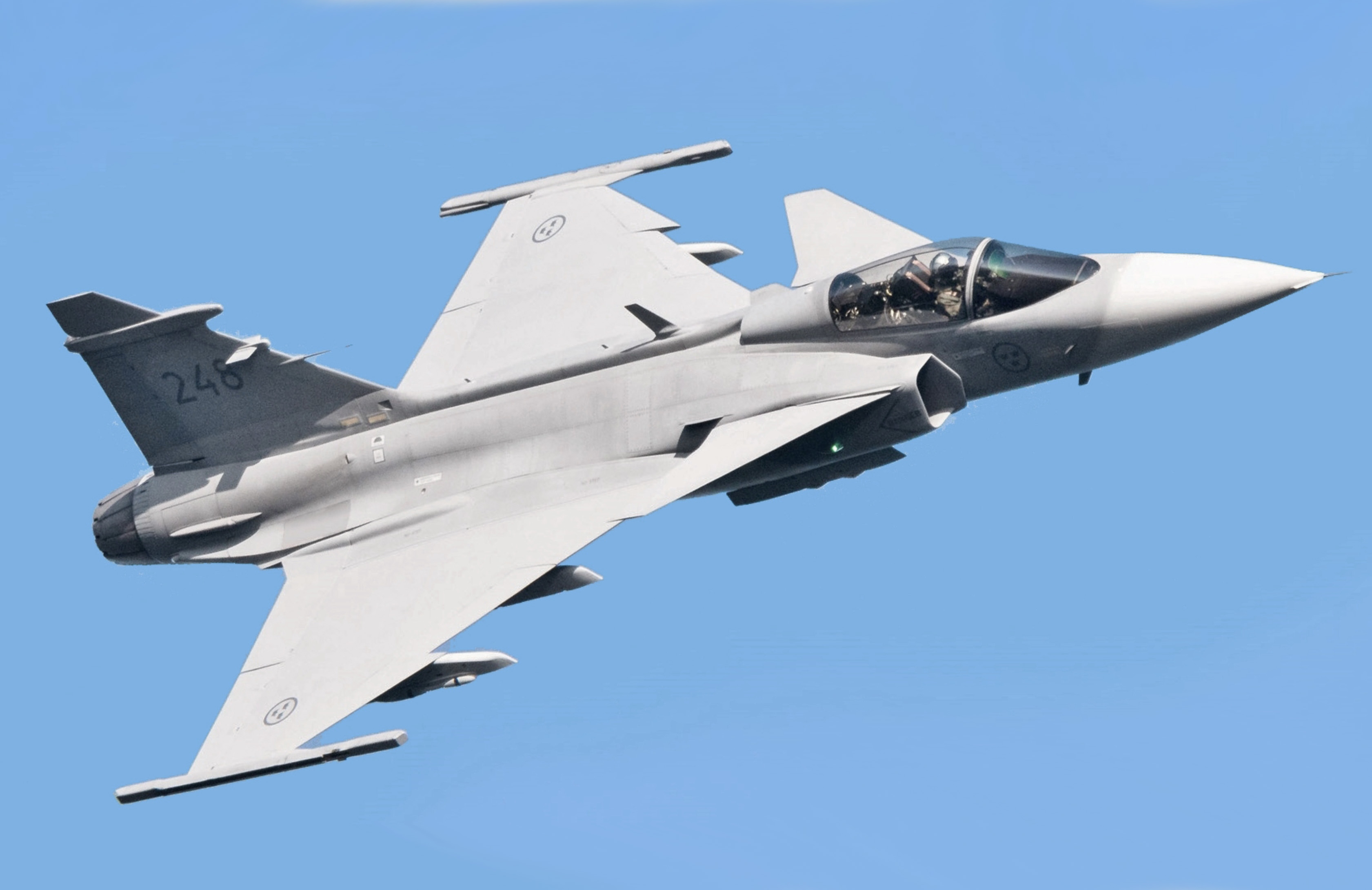
JAS 39 Gripen має усічене трикутне крило та скомпонований за схемою «качка»

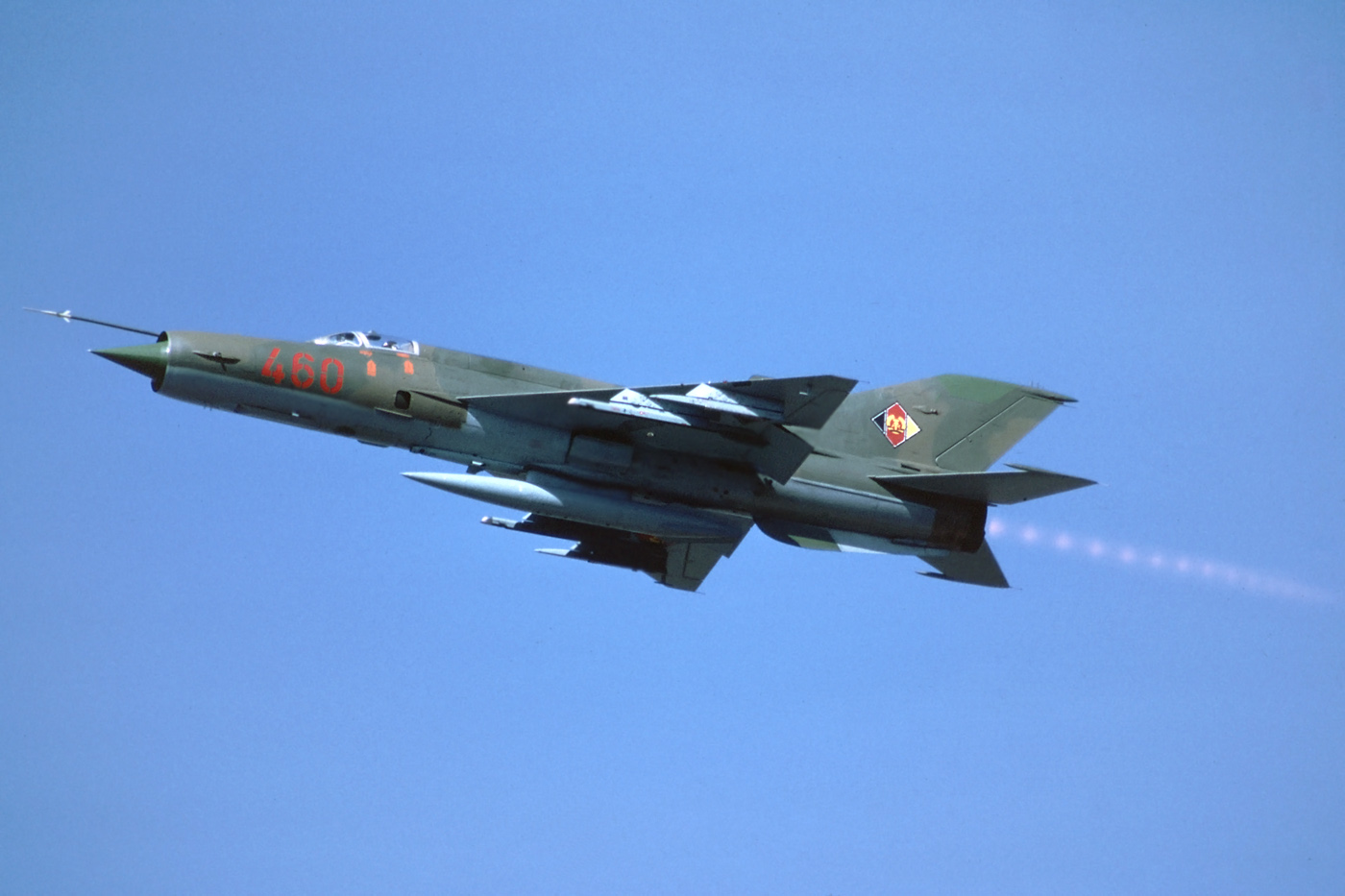
МіГ-21 має трикутне крило та класичне компонування

- Звичайне трикутне крило. Прикладами є переважно швидкісні винищувачі, як МіГ-21, F-106 Delta Dart, Dassault Mirage тощо.
- Усічене трикутне крило[уточнити термін] — закінцівки крил обрізано порівняно зі звичайним. Прикладами є JAS 39 Gripen, Dassault Rafale, Shahed 131 тощо.
- Подвійне або комбіноване трикутне крило[уточнити термін] — ближче до кореневої частини кут переднього краю крила збільшується або зменшується. Прикладом збільшеного кута є Saab 37 Viggen, а зменшеного — Saab 35 Draken.
- Стрільчасте трикутне крило[уточнити термін] — крило з плавною подвійною кривиною. Прикладами є Avro Vulcan, Concorde, Ту-144 тощо.

| Звичайне | Усічене | Подвійне | Стрільчасте |

Також літаки різняться за аеродинамічною схемою:
- Звичайна схема — горизонтальне оперення представлене стабілізаторами, що розміщені біля кіля позаду крил. Прикладами є МіГ-21, Су-15 тощо.
- «Качка»[2] — горизонтальне оперення розташоване перед крилами. Прикладами є JAS 39 Gripen, Dassault Rafale, Eurofighter Typhoon, Ту-144 тощо.
- «Безхвістка»[2] — горизонтальне оперення відсутнє, керівні поверхні знаходяться на крилах. Відомими прикладами є Saab 35 Draken, Concorde, Dassault Mirage III, Avro Vulcan тощо.